# Председник Републике Србије
Председник Републике Србије је шеф државе Србије, и као такав представља Републику Србију у земљи и иностранству. Бира се на непосредним изборима, тајним гласањем на мандат од пет година. По важећем уставу Србије је церемонијална функција, пошто државну политику води влада и њен председник. Једини је члан извршне власти у Србији коју грађани директно бирају.
Мандат почиње полагањем заклетве пред Народном скупштином. Тренутни председник је Александар Вучић.

## Историја
Иако је Србија постала република још 1945, функција председника Републике је први пут уведена Уставом из 1990. године. Пре тога је постојала функција председника Председништва Социјалистичке Републике Србије, која је уведена Уставом из 1974, а до тада је функцију председника обављао председник Президијума Народне скупштине, односно председник Скупштине СР Србије.

## Надлежности
Према Уставу из 2006, председник Републике Србије:
- бира се непосредно, а смењује га Народна скупштина;
- може бити изабран највише два пута за председника;
- представља државу у земљи и свету;
- предлаже Народној скупштини кандидата за председника Владе, пошто саслуша мишљење представника изабраних изборних спискова;
- има право да стави вето на донет закон и да га врати на поновно разматрање. Уколико се закон изгласа по други пут, председник Републике Србије је дужан да га потпише;
- поставља и опозива указом амбасадоре Републике Србије на основу предлога Владе Србије;
- ужива имунитет као народни посланик;
- има право да распусти Народну скупштину и распише изборе за народне посланике;
- додељује помиловања и одликовања;
- расписује изборе и референдуме;
- не може обављати другу јавну функцију или професионалну делатност.

Председник Републике Србије командује Војском Србије. У складу са законом, поставља, унапређује и разрешава официре Војске Србије.
Уколико је председник Републике Србије спречен да обавља своје дужности, обавља их председник Народне скупштине.

## Мандат
Мандат председника Републике траје пет година и почиње да тече од дана полагања заклетве пред Народном скупштином.
Ако мандат председника Републике истиче за време ратног или ванредног стања, продужава се, тако да траје до истека три месеца од дана престанка ратног, односно ванредног стања.
Нико не може више од два пута да буде биран за председника Републике.
Мандат председника Републике престаје истеком времена на које је изабран, оставком или разрешењем.
Председник Републике подноси оставку председнику Народне скупштине.

## Редослед наслеђивања председништва
Према члану 17 Закона о председнику, ако председник Републике поднесе оставку, буде разрешен или спречен да извршава своју функцију, замењује га председник Народне скупштине, и то најдуже три месеца. Док замењује председника Републике, председник Народне скупштине овлашћен је да представља Републику Србију у земљи и иностранству, да прима опозивна и акредитивна писма страних дипломатских представника, да распише изборе за Народну скупштину, да предлаже Народној скупштини кандидата за председника Владе, да врши надлежности у области одбране Републике Србије и да командује Војском Србије.

## Расправа о звању врховног команданта
У јавности Србије се води расправа о томе да ли председник републике има право на звање "врховни командант". Историјски је Устав Југославије из 1974. у члану 335 наводио да је председник републике истовремено и врховни командант оружаних снага СФРЈ, док се ни у Уставу Србије од 2006, а ни у Закону о војсци, звање "врховни командант" не појављује. Члан 17 закона о војсци наводи да председник одлучује о употреби Војске Србије и командује Војском Србије у миру и рату, али је у осмом ставу члана 17 наведено да председник не може да именује начелника генералштаба без мишљења министра одбране, што значи да председник нема потпуну контролу над војском. У пракси то се не спроводи јер министар одбране је политичар члан владајуће партије која га је номиновала на функцију у влади а председник републике је најчешће шеф партије те је политички шеф и министру одбране и не мора низашта да га пита у пракси што је такође кршење војног закона.
Закључно са 2024. једини председник Србије који је често називан врховним командантом је Александар Вучић, док за Бориса Тадића и Томислава Николића тај појам није употребљаван, или је врло ретко употребљаван. Забележено је да се Николић током свог мандата често појављивао у теренској униформи Војске Србије. Ознаке које је имао на себи у том тренутку нису биле прописане ни једним правилом о војним униформама чиме је значајно повређен војни закон.

## Списак председника
Република Србија је од своје независности 2006. године имала до сада три председника Републике.
Напомена: председници Републике Србије Слободан Милошевић (1991—1997) и Милан Милутиновић (1997—2002) били су председници Републике у време Савезне Републике Југославије.
Списак председника Републике Србије од независности:
|            |                 |                  |                  |
| Председник | Борис Тадић     | Томислав Николић | Александар Вучић |
| од         | 11. јула 2004.  | 31. маја 2012.   | 31. маја 2017.   |
| до         | 5. априла 2012. | 31. маја 2017.   | на дужности      |
| изабран    | 2004. и 2008.   | 2012.            | 2017. и 2022.    |

## Вршилац дужности председника Републике Србије
Вршилац дужности Председника Републике Србије привремени је положај који омогућава Устав Србије (актуелни Устав из 2006. и претходни из 1990).
Ако је председнику Републике престао мандат пре избора новог председника Републике, дужност председника Републике до избора новог председника Републике врши председник Народне скупштине.

### 1997.
Када је председник Републике Србије Слободан Милошевић у Савезној скупштини изабран за председника СРЈ 23. јула 1997. председник Народне скупштине Драган Томић постао је вршилац дужности председника Србије. Ову функцију обављао је до 29. децембра 1997, када је после неуспелих избора за председника у октобру 1997, због неизласка потребних 50% бирача у другом кругу гласања и успешних избора за председника децембра 1997. на којим је изабран Милан Милутиновић.

### 2002—2003.
У периоду од 29. децембра 2002. године, када је истекао председнички мандат Милана Милутиновића, па све до 11. јула 2004. године, када је за председника изабран Борис Тадић, Србија није имала председника Републике, па су функцију вршиоца дужности обављали:
1. Наташа Мићић (децембар 2002 — фебруар 2004)
2. Драган Маршићанин (фебруар — март 2004)
3. Предраг Марковић (март — јул 2004)

Још пре истека мандата Милана Милутиновића, била су одржана два од укупно три циклуса неуспелих председничких избора. Први неуспели избори одржани су 29. септембра 2002, али пошто у другом кругу избора одржаном 13. октобра није изашао довољан број гласача избори су поништени. Следећи неуспели избори одржани су 8. децембра 2002, али на њима већ у првом кругу није изашао довољан број гласача тако да су и они поништени. Трећи неуспели избори одржани су након скоро годину дана, 16. новембра 2003, али ни на њих није изашао довољан број гласача тако да су и они поништени.
Фебруара 2004. Народна скупштина Србије изменила је Закон о избору председника Републике, па је укинут цензус од 50% изашлих на изборе. Након тога су у јуну 2004. одржани председнички избори на којима је изабран Борис Тадић.

### 2012.
Председник Народне скупштине Славица Ђукић Дејановић вршила је дужност председника Србије од 5. априла до 31. маја 2012. после оставке председника Бориса Тадића до избора Томислава Николића.

## Живи председници Србије
Напомена: Према Закону о председнику Републике члану 35. Право на почасни назив „бивши председник Републике“ имају сви председници Републике Србије бирани почев од 9. децембра 1990. године, односно од одржавања првих вишестраначких избора, као и председници Савезне Републике Југославије и председници државне заједнице Србија и Црна Гора који су били из Републике Србије.
Живи бивши председници на дан 27. јул 2025. (од најстаријег до најмлађег):
- Војислав Коштуница
(2000—2003)
(Четврти Председник СР Југославије)
Рођен 24 март, 1944.
(81 година, 125 дана)
- Томислав Николић
(2012—2017)
(Други Председник Републике Србије од добијања независности)
Рођен 15 фебруар, 1952.
(73 године, 162 дана)
- Зоран Лилић
(1993—1997)
(Други Председник СР Југославије)
Рођен 27 август, 1953.
(71 година, 334 дана)
- Борис Тадић
(2004—2012)
(Први Председник Републике Србије од добијања независности)
Рођен 15 јануар, 1958.
(67 година, 193 дана)
- Александар Вучић
(2017—тренутно)
(Трећи Председник Републике Србије од добијања независности)
Рођен 5 март, 1970.
(55 година, 144 дана)

## Галерија
- Нови двор на Андрићевом венцу бр. 1, седиште је председника Републике Србије
- Грб Социјалистичке Републике Србије на Андрићевом венцу бр. 1, изнад улазних врата резиденције председника Републике Србије